# فلورنسا هارتمان
فلورنسا هارتمان (بالفرنسية: Florence Hartmann)‏ هي مقالاتية وصحفية فرنسية، ولدت في 17 فبراير 1963 في فرنسا.